# Curtiss Aeroplane and Motor Company
Curtiss Aeroplane and Motor Company – amerykańska wytwórnia lotnicza działająca w latach 1909–1929. Przedsiębiorstwo było największym producentem samolotów na świecie w czasie I wojny światowej; należało do pionierów w dziedzinie lotnictwa morskiego.

## Historia
W 1909 roku pionier lotnictwa Glenn Curtiss założył we współpracy z Augustusem Herringiem spółkę Herring-Curtiss Company, która jeszcze w tym samym roku wyprodukowała pierwszy samolot – Curtiss No. 1. Po roku Curtiss i Herring zakończyli współpracę; Curtiss kontynuował działalność w ramach spółki Curtiss Aeroplane Company, z siedzibą w Hammondsport, w stanie Nowy Jork.
We współpracy z US Navy Curtiss opracował system startu i lądowania samolotu na pokładzie okrętu. 14 listopada 1910 roku pilotowany przez Eugene′a Ely′ego samolot Curtiss Model D wystartował z pokładu krążownika USS „Birmingham” – był to pierwszy tego typu wyczyn w historii. 18 stycznia 1911 roku Ely jako pierwszy na świecie wylądował (tym samym samolotem) na pokładzie okrętu USS „Pennsylvania”.
W pierwszych latach istnienia przedsiębiorstwo opracowało serię wodnosamolotów pływakowych oraz łodzi latających. Oblatany w 1911 roku Curtiss A-1 był pierwszym samolotem nabytym przez US Navy. Samoloty Curtissa zostały także zakupione przez marynarki wojenne Wielkiej Brytanii, Rosji, Niemiec i Japonii.
Liczba otrzymanych zamówień uległa zwielokrotnieniu podczas I wojny światowej. By im sprostać Curtiss otworzył zakłady produkcyjne w Buffalo (tam później przeniesiona została siedziba przedsiębiorstwa) oraz Toronto. Curtiss wyprodukował podczas wojny około 10 000 samolotów. Najliczniej produkowanym modelem był samolot treningowy Curtiss JN-4 Jenny.
W 1916 roku przedsiębiorstwo przekształcono w spółkę publiczną. Był to wówczas największy producent samolotów na świecie. Spółka zatrudniała wówczas około 18 000 pracowników w Buffalo, a kolejnych 3000 w Hammondsport.
Opracowana we współpracy z US Navy łódź latająca Curtiss NC-4 w maju 1917 roku przeleciała (z międzylądowaniami) przez Ocean Atlantycki – był to pierwszy tego typu przelot dokonany z użyciem samolotu.
W 1929 roku przedsiębiorstwo połączyło się z Wright Aeronautical Corporation, tworząc spółkę Curtiss-Wright Corporation.

## Galeria

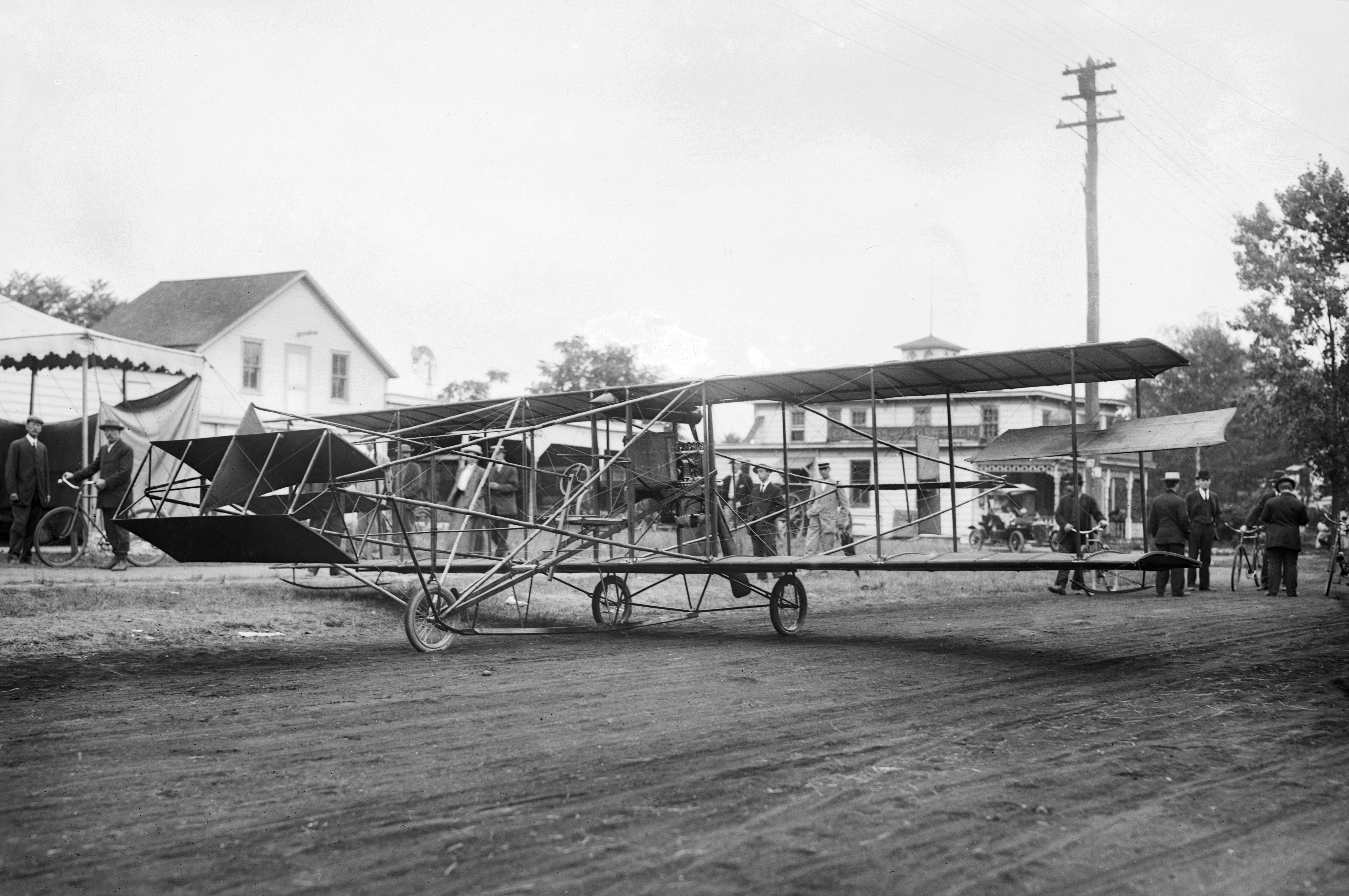
Curtiss No. 1 (1909)
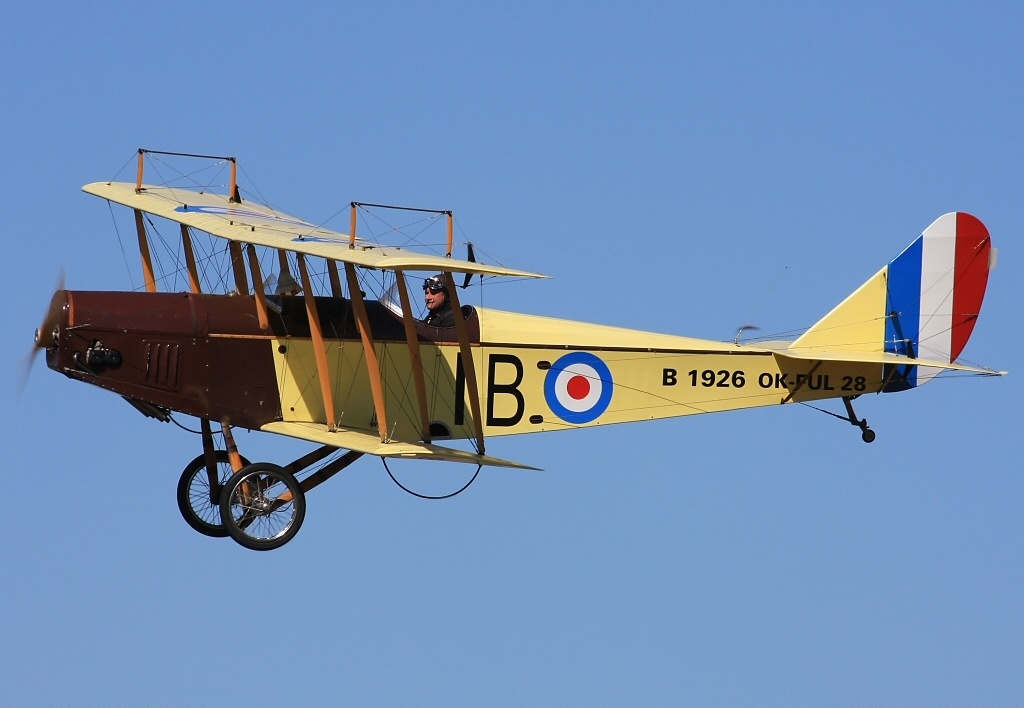
Replika samolotu Curtiss JN-4 Jenny (1915)
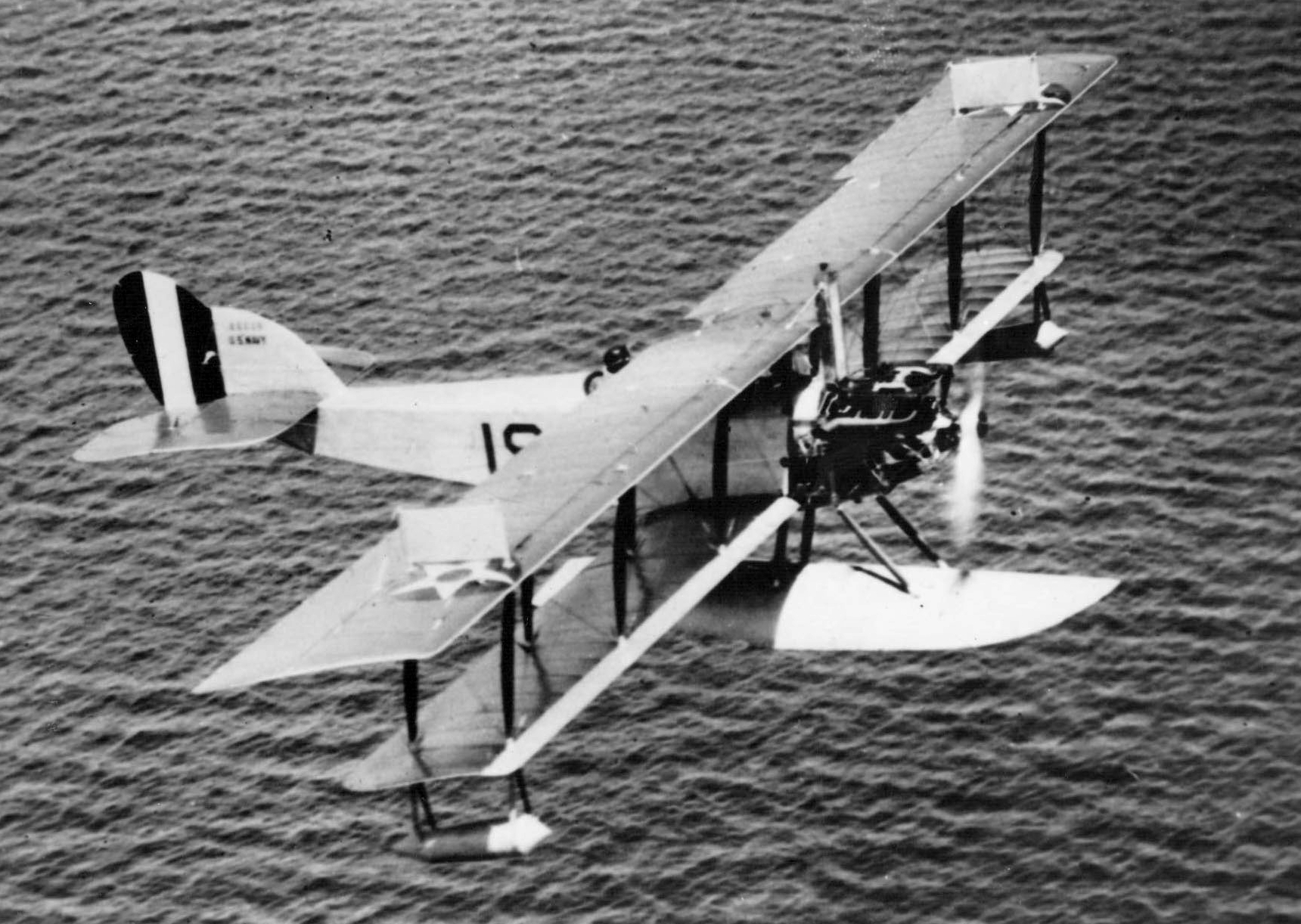
Wodnosamolot pływakowy Curtiss N-9(inne języki) (1915)
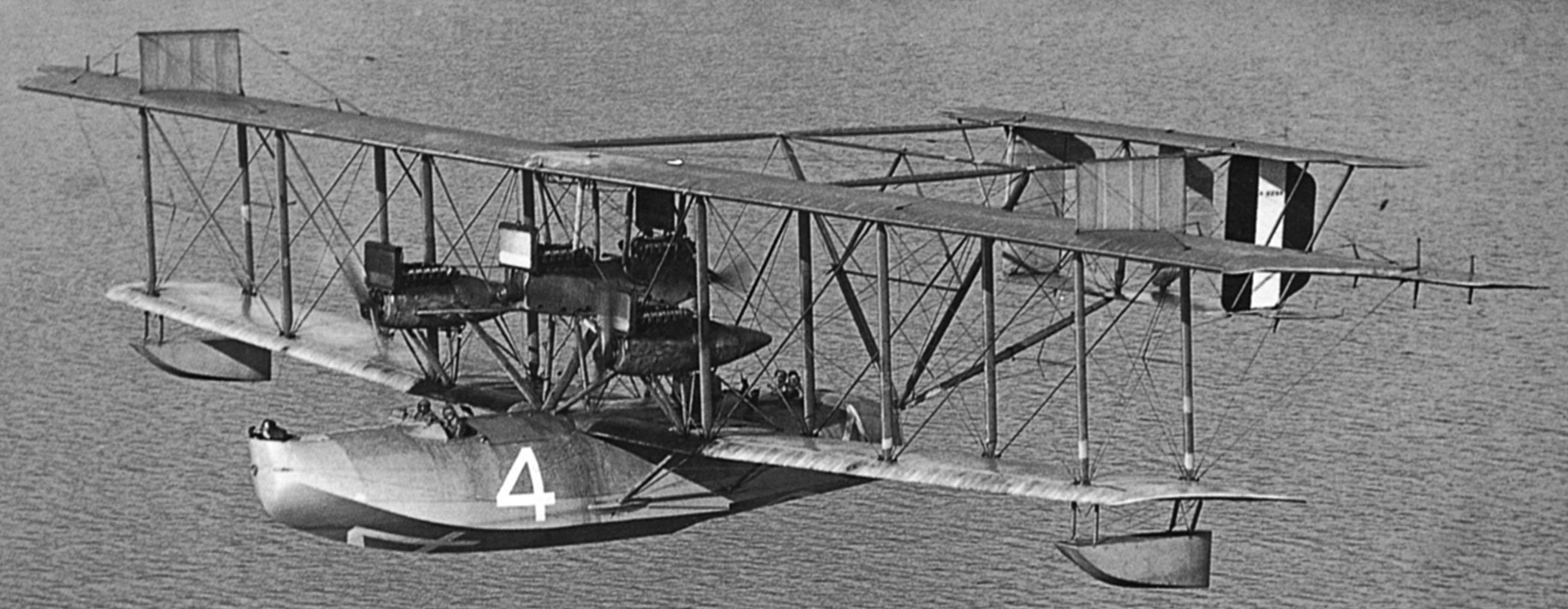
Łódź latająca Curtiss NC-4 (1917)